# Wacław Klinke
Wacław Klinke (ur. 9 stycznia 1892 w Warszawie, zm. 30 stycznia 1919 w Kisielowie) – żołnierz armii rosyjskiej, oficer Wojska Polskiego w II Rzeczypospolitej, kawaler Orderu Virtuti Militari.

## Życiorys
Urodził się w rodzinie Aleksandra i Emilii z Zollerów. Uczeń gimnazjum w Kamieńcu Podolskim. Został z niego wydalony za przynależność do tajnych organizacji młodzieżowych. Absolwent gimnazjum w Kijowie.
W 1914 wcielony do armii rosyjskiej i w jej szeregach walczył na frontach I wojny światowej. W czasie walk dostał się do niewoli niemieckiej
Dekretem Wodza Naczelnego z dnia 3 grudnia 1918 został przyjęty do Wojska Polskiego z zatwierdzeniem posiadanego stopnia podporucznika. Otrzymał przydział do 28 pułku Strzelców Kaniowskich. Na czele 11 kompanii brał udział w walkach na froncie cieszyńskim. 30 stycznia 1919 zginął w walce w Kisielowie pod Skoczowem w chwili gdy poderwał oddział do ataku. Pochowany został na cmentarzu ewangelicko-augsburskim w Skoczowie. Za czyny bojowe został pośmiertnie odznaczony Krzyżem Srebrnym Orderu Virtuti Militari.

## Ordery i odznaczenia
- Krzyż Srebrny Orderu Wojskowego Virtuti Militari nr 3579 (pośmiertnie)[1],
- Krzyż Walecznych[1],
- Krzyż za Obronę Śląska Cieszyńskiego I kl. (pośmiertnie)[5].